# Frédéric Dufour
Frédéric Dufour est un rameur français né le 2 février 1976. Sa spécialité dans l'aviron est le deux de couple poids léger.

## Biographie
Il est sociétaire de l'Aviron Union Nautique de Villefranche où il entraine les jeunes rameurs, tout en se préparant pour les Jeux olympiques d'été de 2012.

## Palmarès

### Jeux olympiques
- 2004 à Athènes,  Grèce
  -  Médaille d'argent en deux de couple poids légers avec Pascal Touron.
- 2008 à Pékin,  Chine
  - 11e en deux de couple poids légers

### Championnats du monde
- 2003
  - 4e  en deux de couple poids légers
- 2005 à Gifu,  Japon
  - 5e  en deux de couple poids légers
- 2006 à Eton,  Royaume-Uni
  -  Médaille de bronze deux de couple poids légers
- 2007 à Munich,  Allemagne
  - 10e en deux de couple léger
- 2009 à Poznań,  Pologne
  -  Médaille d'argent en deux de couple poids légers
- 2010 à Karapiro,  Nouvelle-Zélande
  -  médaille d'argent en quatre de couple poids légers
- 2011 à Munich,  Allemagne
  -  médaille d'argent en deux de couple poids légers

### Championnats d'Europe
- 2008 à Athènes,  Grèce
  - 4e en deux de couple poids légers
- 2009 à Brest,  Biélorussie
  - 5e en skiff

### Jeux méditerranéens
- 2005 à Almería,  Espagne
  -  Médaille d'argent en deux couple poids légers

### Championnats de France
- 1997
  -  Médaille de bronze en skiff poids légers
- 1998
  -  Médaille de bronze en skiff poids légers
  -  Médaille d'argent en deux de couple poids légers
- 2001
  -  Médaille d'argent en skiff poids légers
- 2002
  -  Médaille d'or en skiff poids légers
- 2003
  -  Médaille d'or en skiff poids légers
  -  Médaille d'or en deux de couple poids légers
- 2004
  -  Médaille d'or en skiff poids légers
- 2005
  -  Médaille d'or en skiff poids légers
  -  Médaille d'or en deux de couple poids légers
- 2006
  -  Médaille d'or en skiff poids légers
  -  Médaille d'or en deux de couple poids légers
- 2007
  -  Médaille d'or en skiff poids légers
  -  Médaille d'or en quatre de couple
- 2009
  -  Médaille d'or en skiff poids légers
  -  Médaille d'argent en quatre de couple
- 2010
  -  Médaille d'or en deux de couple poids légers
- 2011
  -  Médaille d'argent en skiff poids légers
  -  Médaille d'or en deux de couple poids légers

## Distinctions
- Chevalier de l'ordre national du Mérite (décret du 24 septembre 2004)